# Sinaai
Sinaai (Frans: Sinay) is een dorp in de Belgische provincie Oost-Vlaanderen en een deelgemeente van de stad Sint-Niklaas, het was een zelfstandige gemeente tot aan de gemeentelijke herindeling van 1977.

## Etymologie
- “sin” is een vervorming van “swin” (inham) en “aai” is een vervorming van “aa” (waterloop)
- de naam gaat terug op het oud-Germaanse werkwoord “sinnan” (ergens heengaan)
- de naam is een samenvoeging van het zelfstandig naamwoord “sin” (loop, bedding) en “aa” (waterloop)

De dorpsnaam is dus waarschijnlijk een watertoponiem en wijst op waterrijk land.

## Geschiedenis
In 1217 werd Sinaai losgemaakt uit het kerkgebied van Waasmunster en verheven tot zelfstandige parochie. De kerk werd toegewijd aan de Heilige Catharina van Alexandrië, van wie de legende wil dat het stoffelijk overschot door engelen naar de berg Sinaï werd overgebracht. Aan de voet van die berg bevindt zich het bekende Sint-Katharinaklooster. Van 1241 tot 1795 maakte het dorp deel uit van de Keure van het Land van Waas waardoor het aanhorig was aan de kasselrij Waasland.
In dit dorp vonden tijdens de Franse Revolutie hevige gevechten plaats tussen het Franse leger en de Sinaaise Brigands.

## Demografische ontwikkeling
- Bronnen:NIS, Opm:1831 tot en met 1970=volkstellingen; 1976 = inwoneraantal op 31 december

## Bezienswaardigheden

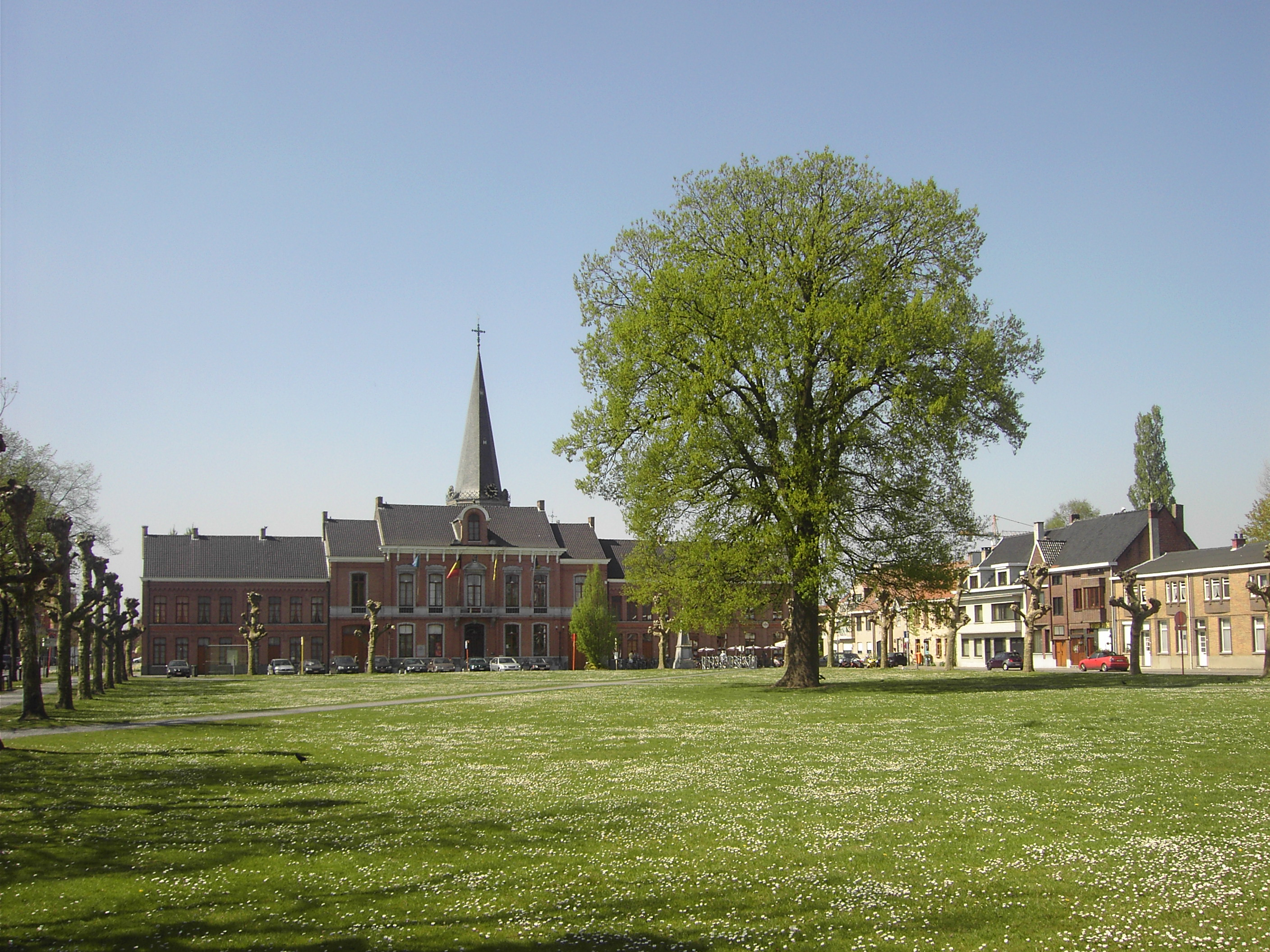
Vrijheidsboom te Sinaai

- Van de Sint-Catharinakerk stammen de oudste delen uit de 14e eeuw. De kerk is echter grondig verbouwd en verruimd van 1841 tot 1844 in een byzantiniserende neostijl naar een ontwerp van Lodewijk Roelandt. Karakteristiek voor Roelandt is vooral de voorgevel uit 1840. De houtsculpturen van het interieur stammen grotendeels uit de 17e en 18e eeuw, met onder andere biechtstoelen toegeschreven aan de Antwerpse houtsnijder Hendrik Frans Verbruggen.
- Opmerkelijk is de vrij gaaf bewaard gebleven structuur van het centrum van het dorp: een dries gelegen aan de oude verbindingsweg naar Gent (via Zwaanaarde, Eksaarde en Hijfte), die in Sinaai splitste naar Sint-Niklaas enerzijds en Waasmunster anderzijds, met in het midden van de dries een vrijheidsboom en aan de westelijke grens van de dries het voormalige gemeentehuis uit 1870 (op de plek van het afgebroken prochiehuys uit 1770). Achter het gemeentehuis ligt de dorpskerk, omgeven door het kerkhof.
- De overblijfselen van de abdij van Boudelo, een abdij van de cisterciënzers, gesticht in 1197 door Boudewijn van Boekel (Balduinus de Bocla), liggen in het gehucht Klein-Sinaai, dat voor de gemeentelijke herindeling van 1977 tot Sinaai behoorde, maar nu een deel is van de gemeente Stekene. De abdij is verwoest door de geuzen in 1578.
- Het Klooster van Maria Reparatrix, met kapel.
- Huis Mouterij Claus Frères
- Het Tinelmuseum.
- De Sint-Franciscuskerk in de wijk Wijnveld of Duizend Appels.

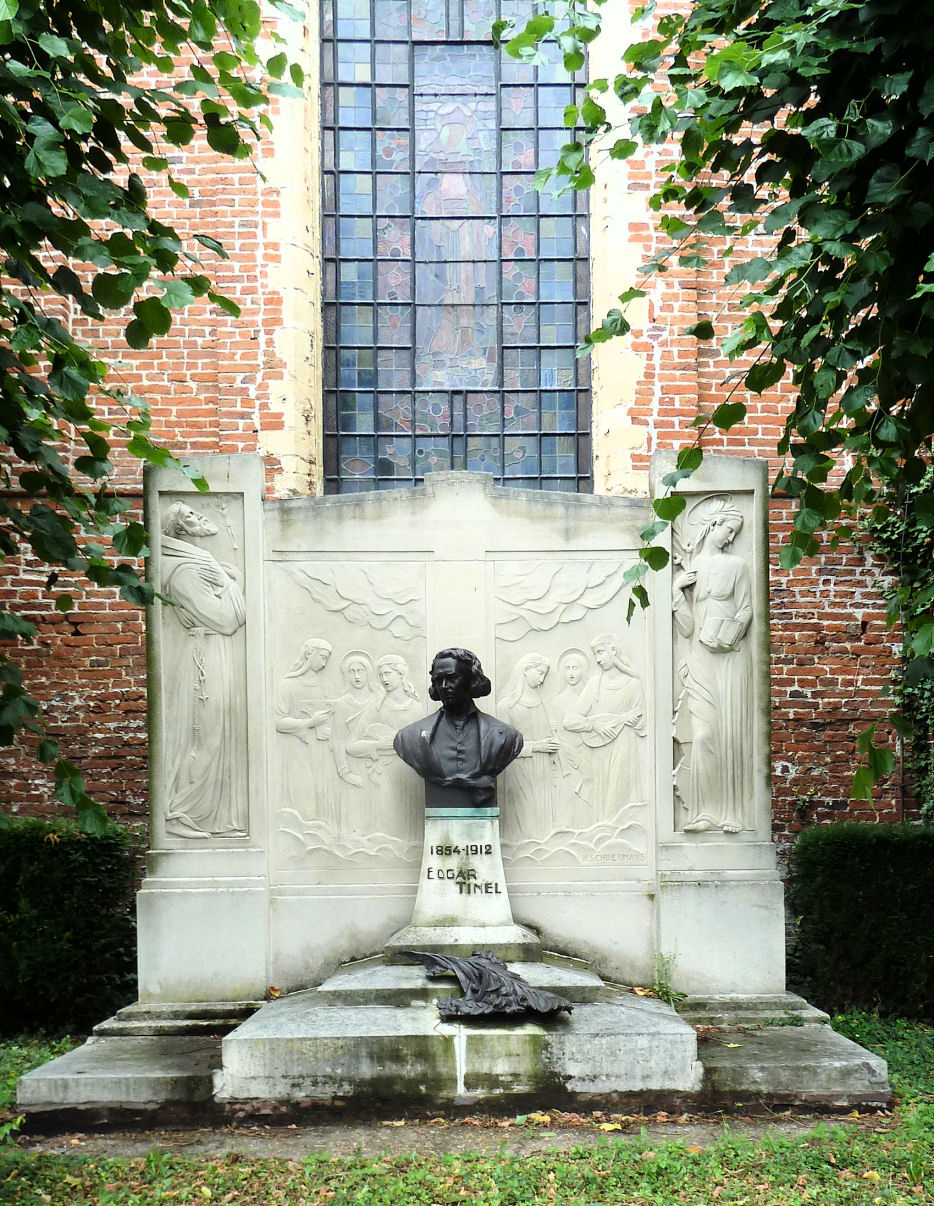
het graf van de familie Tinel, door Karel Schuermans.
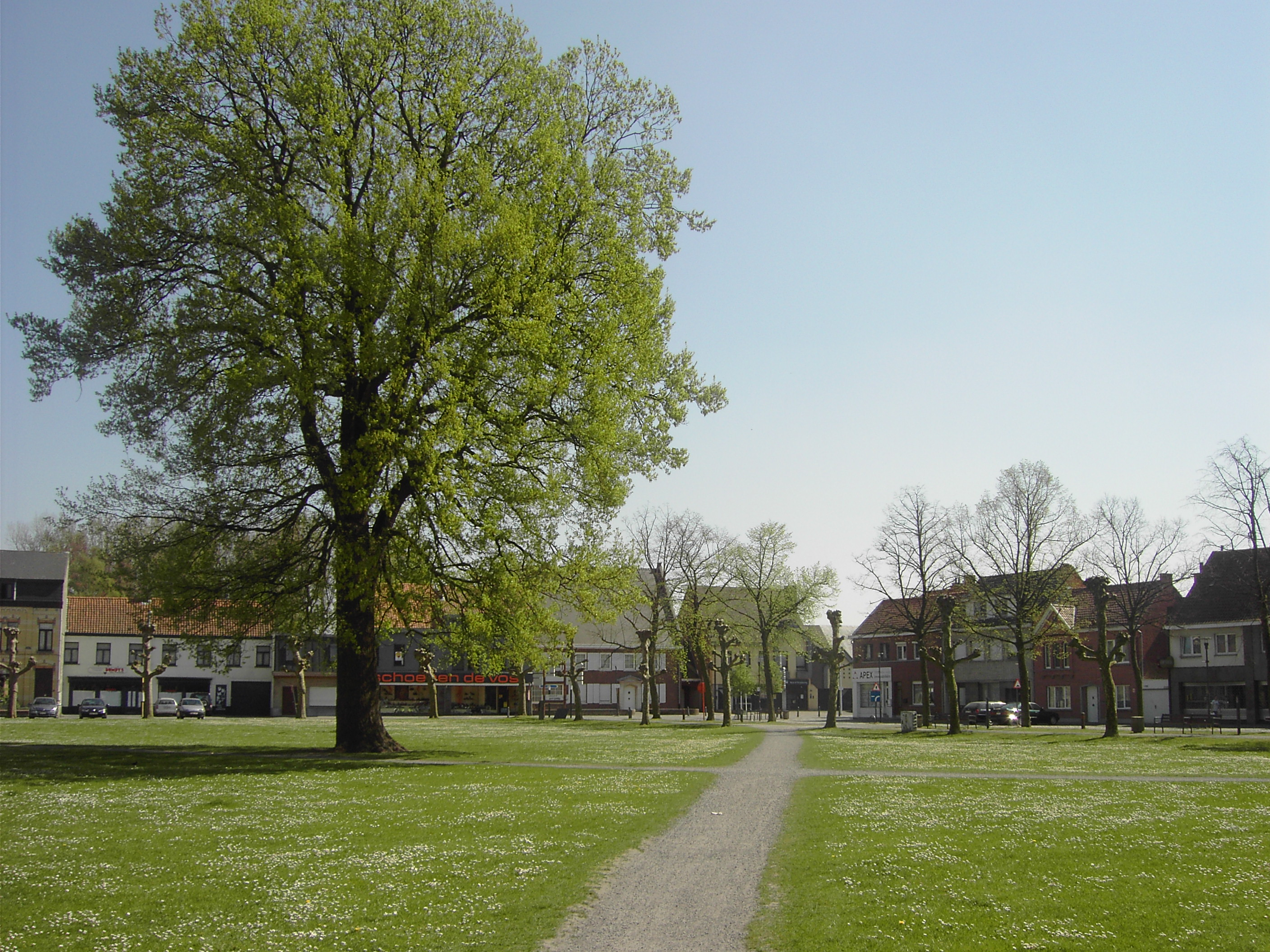
Vrijheidsboom
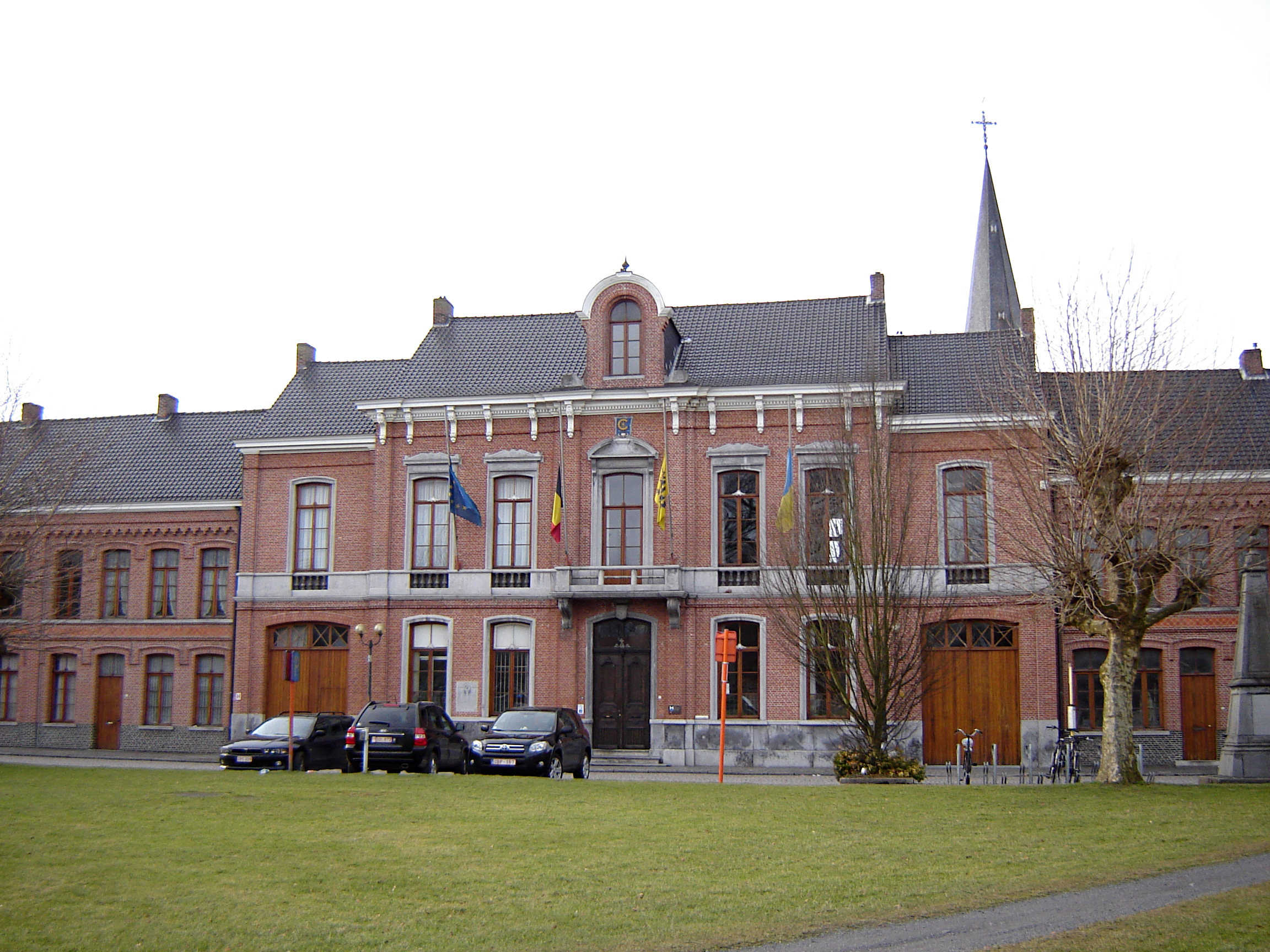
Voormalig gemeentehuis
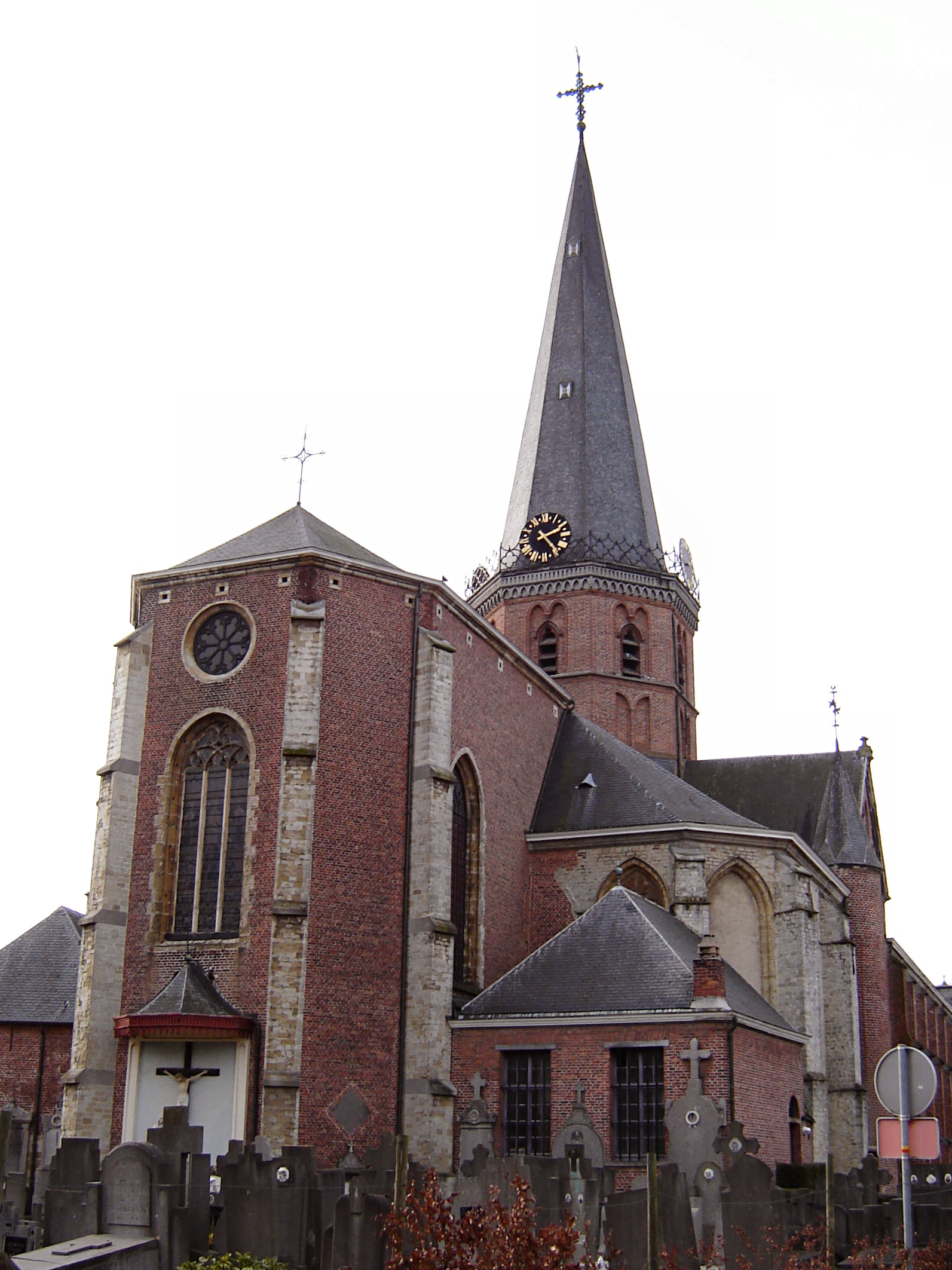
Sint-Catharinakerk
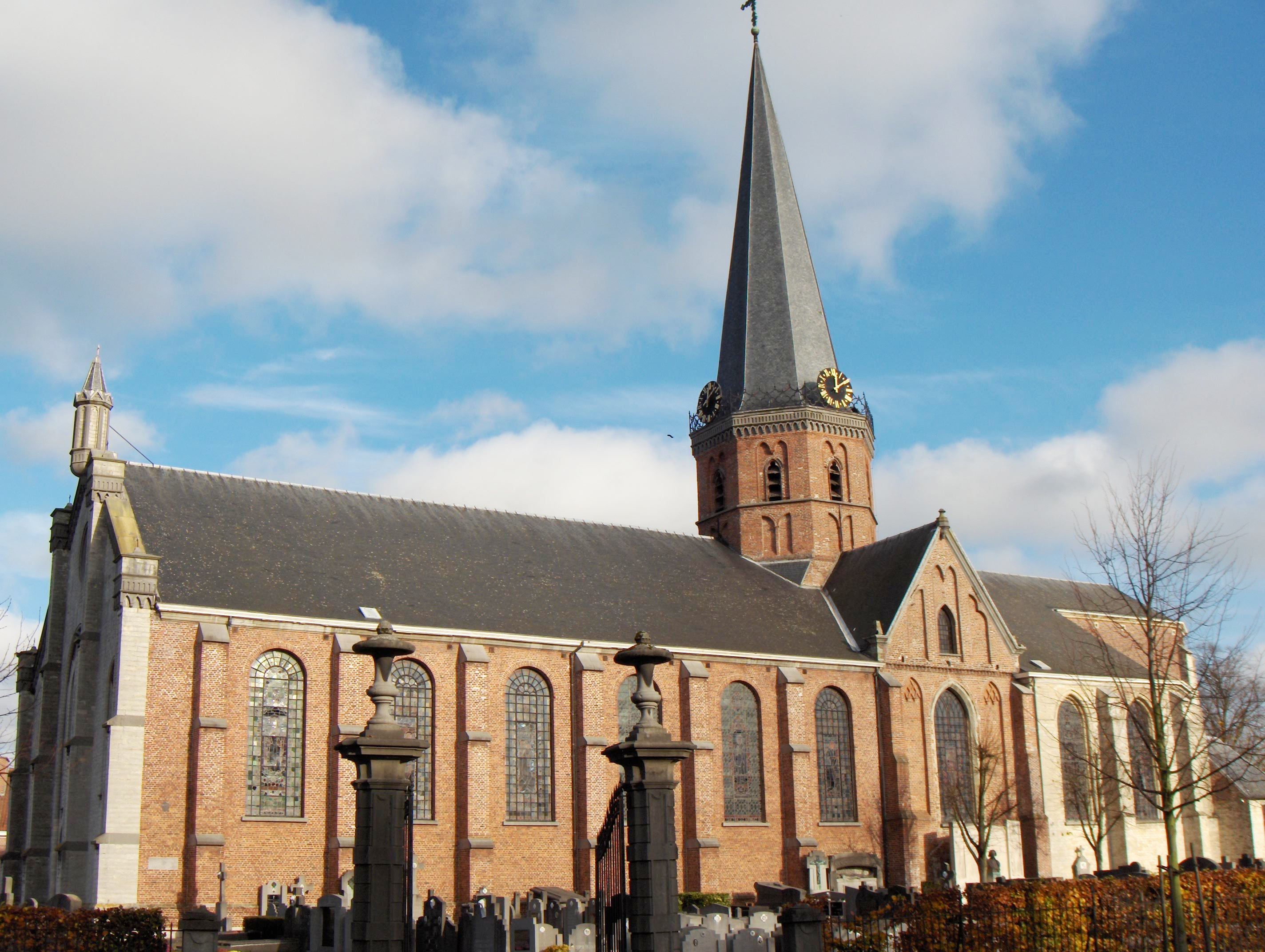
Sint-Catharinakerk
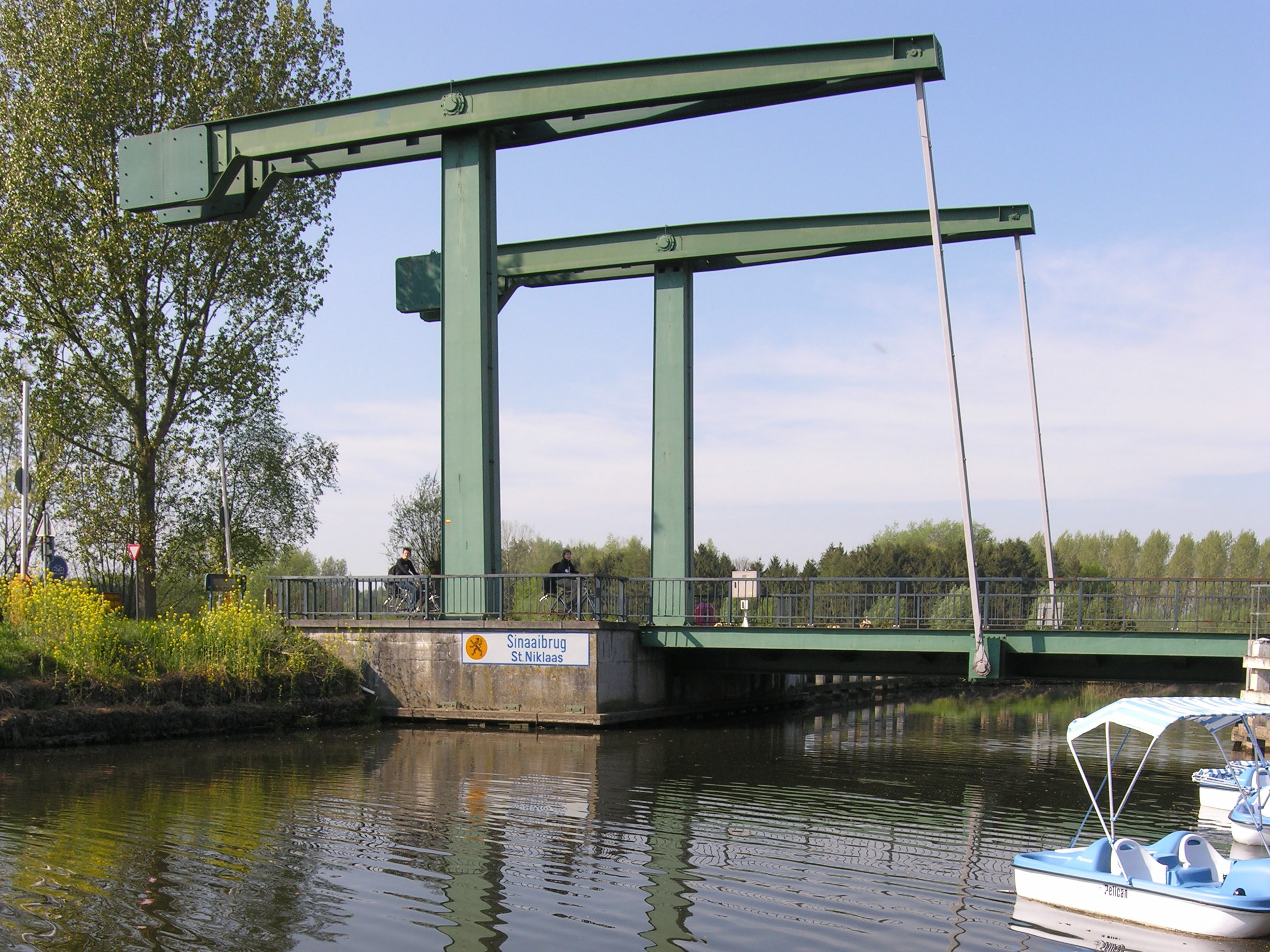
Sinaaibrug
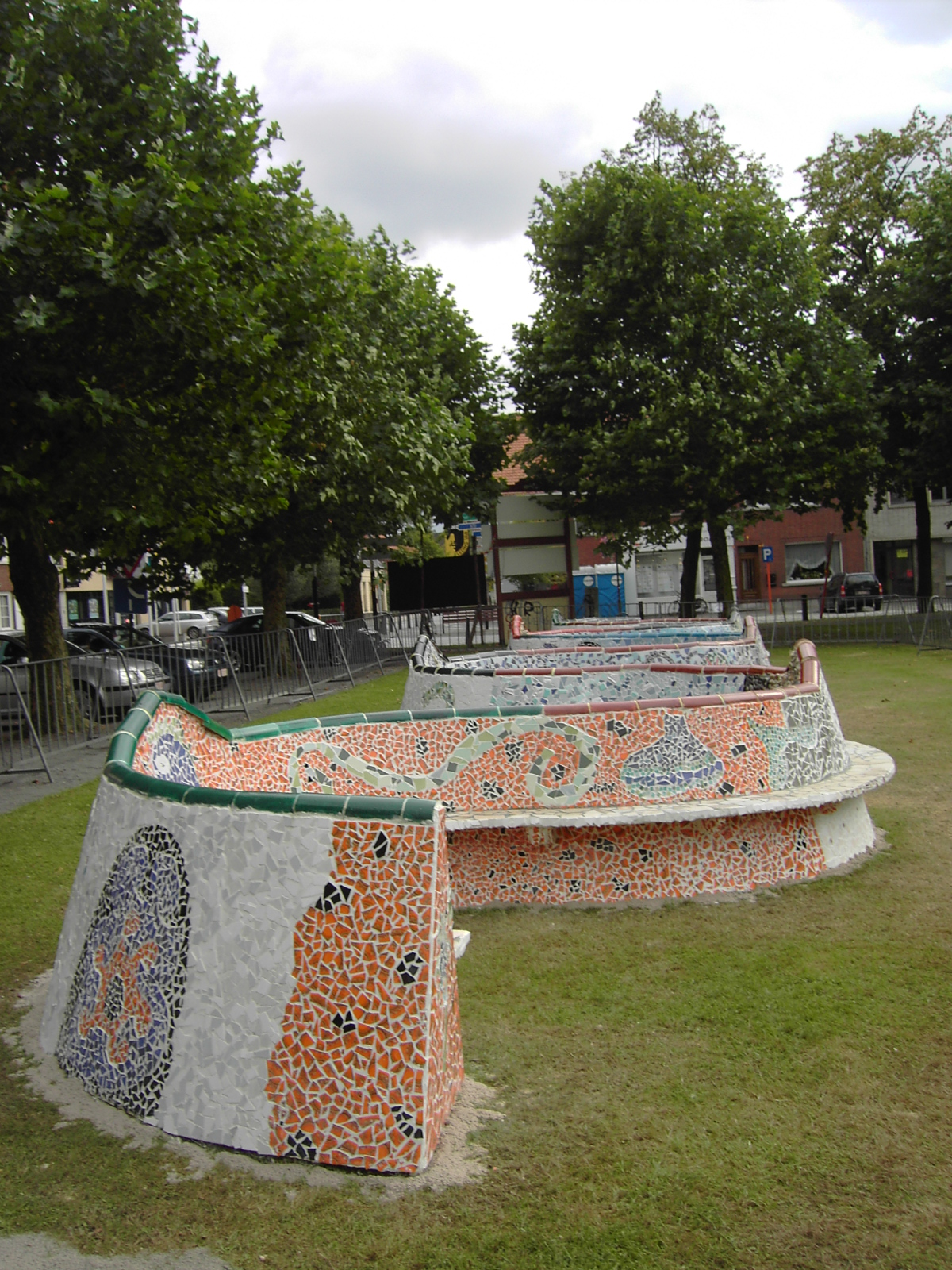
Bank voor televisieprogramma Fata Morgana

## Natuur en landschap
Sinaai ligt in het Waasland en in Zandig Vlaanderen. De hoogte bedraagt ongeveer 5 meter. Belangrijke waterlopen zijn de Moervaart in het westen, de Stekense Vaart in het noordwesten en de Molenbeek in het noorden. Natuurgebieden zijn Heernisse in het noordwesten en Bezekoek in het oosten. Bezekoek is een naaldbos op voormalige heidegrond en heeft een kapel van 1920, gewijd aan Onze-Lieve-Vrouw van Troost, met een ommegang waar de droevige geheimen van de rozenkrans in kapelletjes worden uitgebeeld .

## Trivia
- Jaarlijks worden er de Volksportfeesten georganiseerd, waarbij elke straat een ploeg vormt die het tegen elkaar opnemen in een aantal disciplines. De nadruk ligt dan eerder op spel dan op sport. Naar jaarlijkse traditie wordt in de winnende straat het nummer 1 op de weg gekalkt. Deze gekalkte cijfers blijven 1 tot 2 jaar staan.
- In 1684 vond in Sinaai het laatste Vlaamse heksenproces plaats. De beklaagde, Martha van Wetteren, werd ter dood veroordeeld. Een zelfmoordpoging van de jonge heks mislukte. De terechtstelling volgde vier maanden na de veroordeling, omdat Martha eerst nog moest bevallen.
- De vrijheidsboom in het midden van de dries staat er al heel lang, niemand weet hoe oud hij is maar men gaat ervan uit dat hij gemakkelijk meer dan 120 jaar oud is. Wel is onlangs gebleken dat hij in zeer slechte staat is en niet zeer lang meer zal leven. Om verval te voorkomen zijn er in 2009 paaltjes rond gezet, zodat voertuigen (bij de kermis, dorpsfeesten) niet dicht bij de boom kunnen komen en ook het gras in deze cirkel wordt niet gemaaid.
- In het voormalige huis van Edgar Tinel bevindt zich nu het gelijknamige museum met authentieke meubels en de originele composities. Overigens wordt het gebouw ook gebruikt voor enkele culturele voorzieningen zoals de muziek- en tekenschool.

## Geboren in Sinaai
- Edgar Tinel (1854-1912) - pianist en componist, naar hem is een straat genoemd in Sinaai.
- Ferdinand de Waele (1896-1977) - archeoloog, historicus, kunsthistoricus en filoloog.
- Nelly Maes (1941) - politica
- Jimmy Smet (1977 - 2012) - voetballer
- Peter Buysrogge (1976) - politicus

## Nabijgelegen kernen
Eksaarde, Klein-Sinaai, Daknam, Puivelde, Duizend Appels